# Parc côtier d'Hitachi
Le parc côtier d'Hitachi (国営ひたち海浜公園 (Kokuei Hitachi Kaihinkōen), est un parc public situé à Hitachinaka, dans la préfecture d'Ibaraki, au Japon. 

## Aperçu
Couvrant une superficie de 190 hectares, le parc présente des fleurs épanouies toute l'année. Le parc est  connu pour ses Nemophila (en), des fleurs aux  petits boutons bleus. La floraison au printemps de ces 4,5 millions de fleurs bleues aux pétales translucides attire les touristes. En plus de la "Nemophila Harmony" annuelle, le parc comprend un million de jonquilles, 170 variétés de tulipes et de nombreuses autres fleurs. 
Le parc comprend des pistes cyclables et un petit parc d'attractions avec une grande roue. 
Hitachi Seaside Park accueille en août le festival annuel Rock in Japan. 

## Photographies

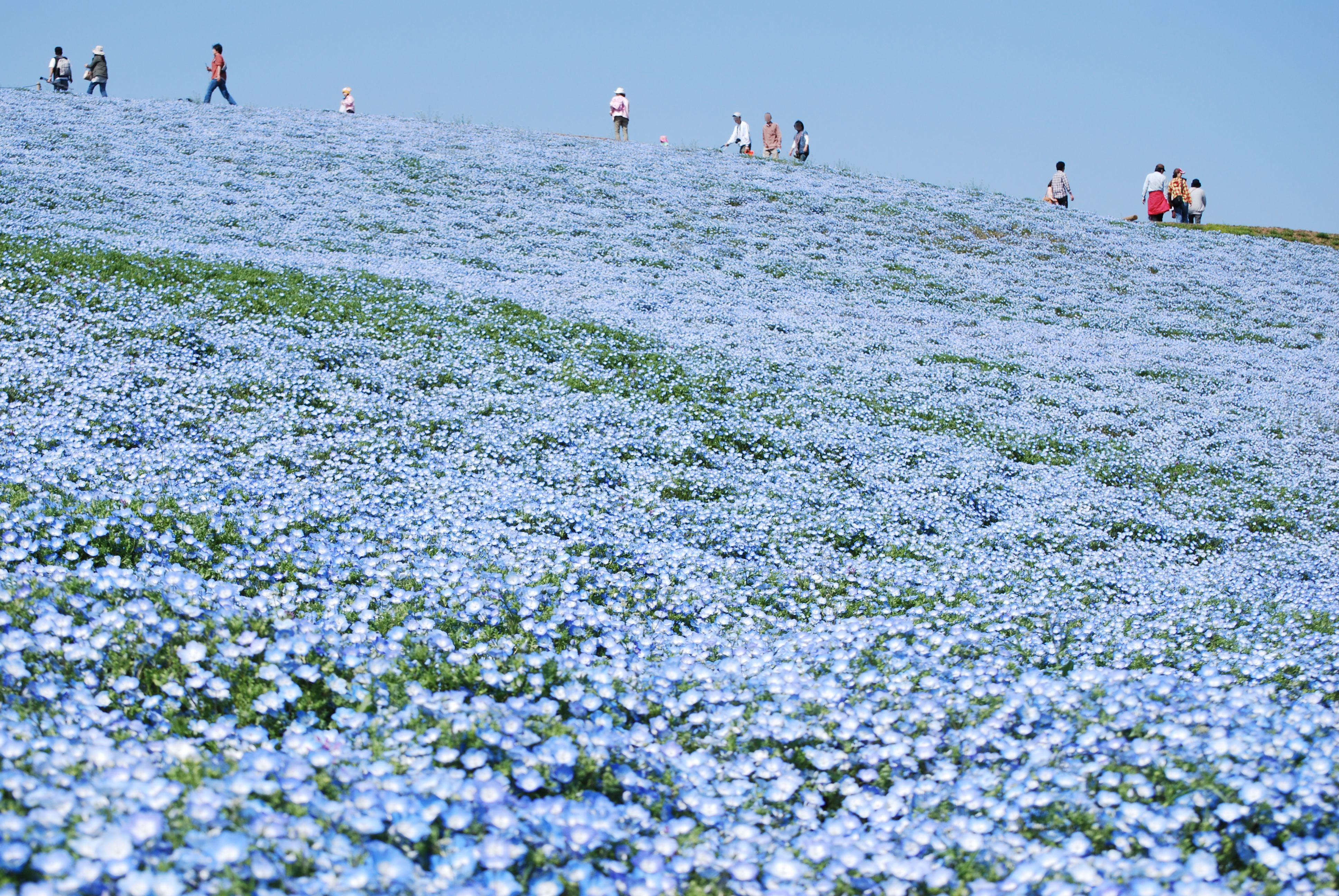
Nemophila (en) en avril
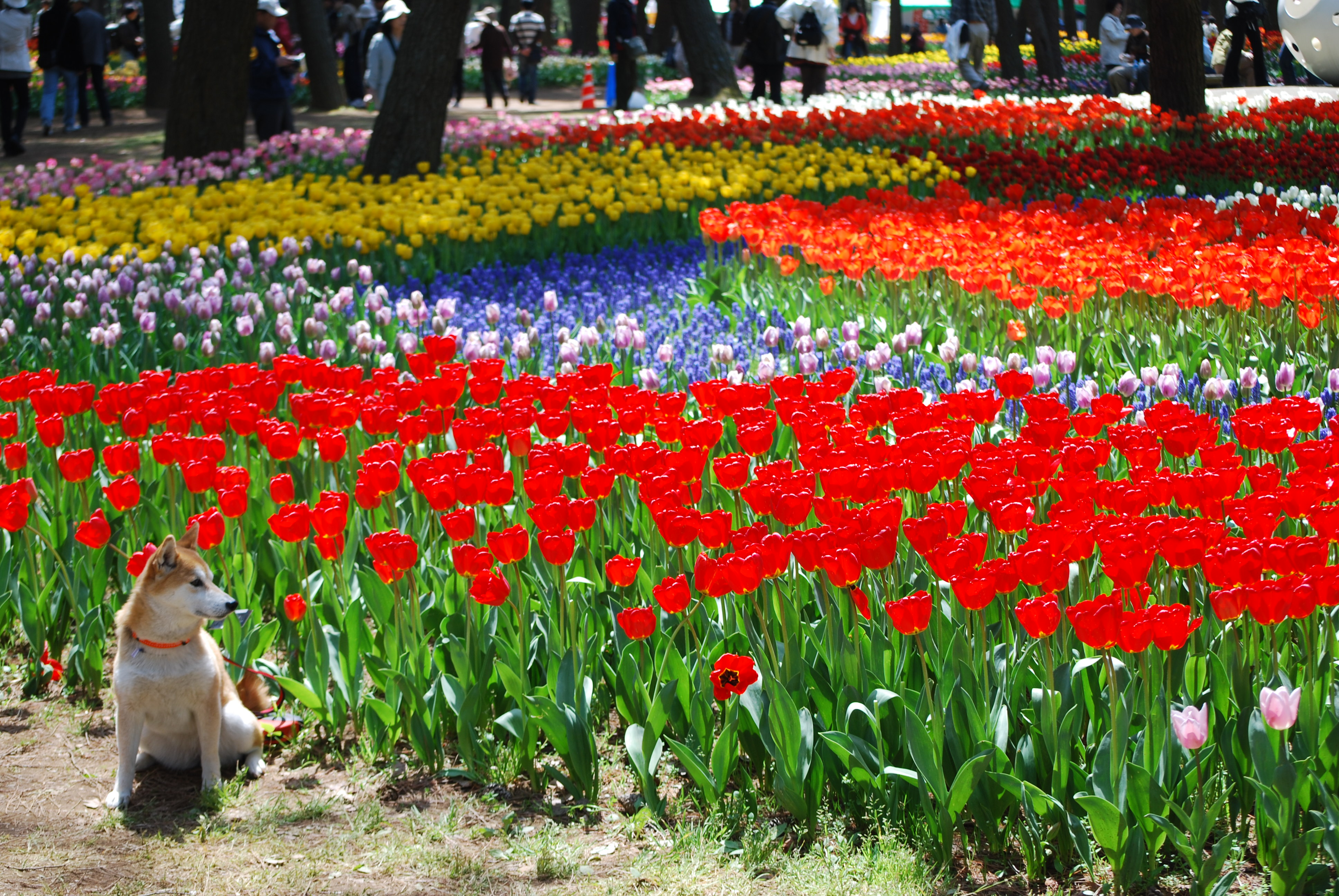
Tulipes en avril
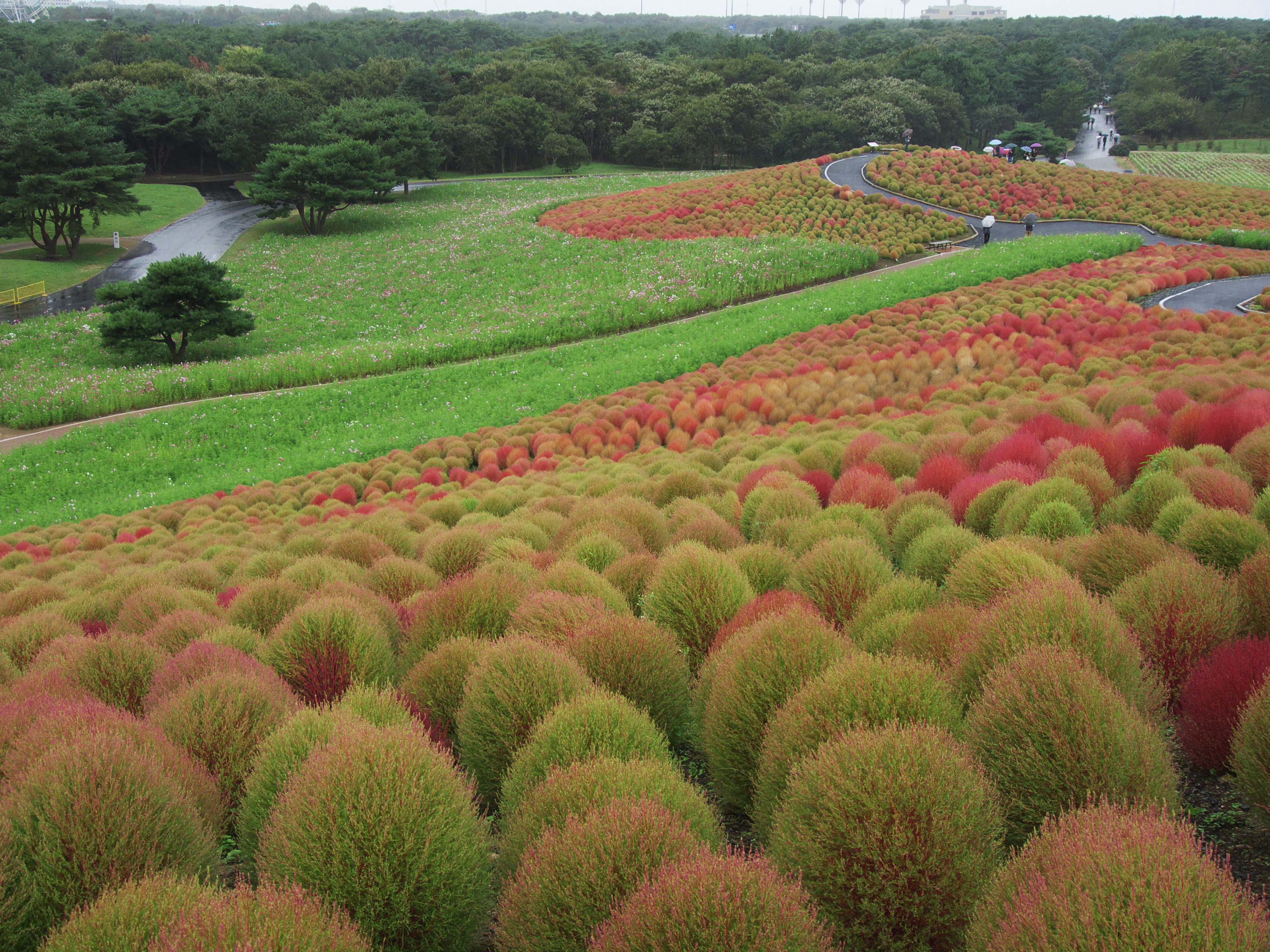
Plantation de massifs de Bassia scoparia en automne.
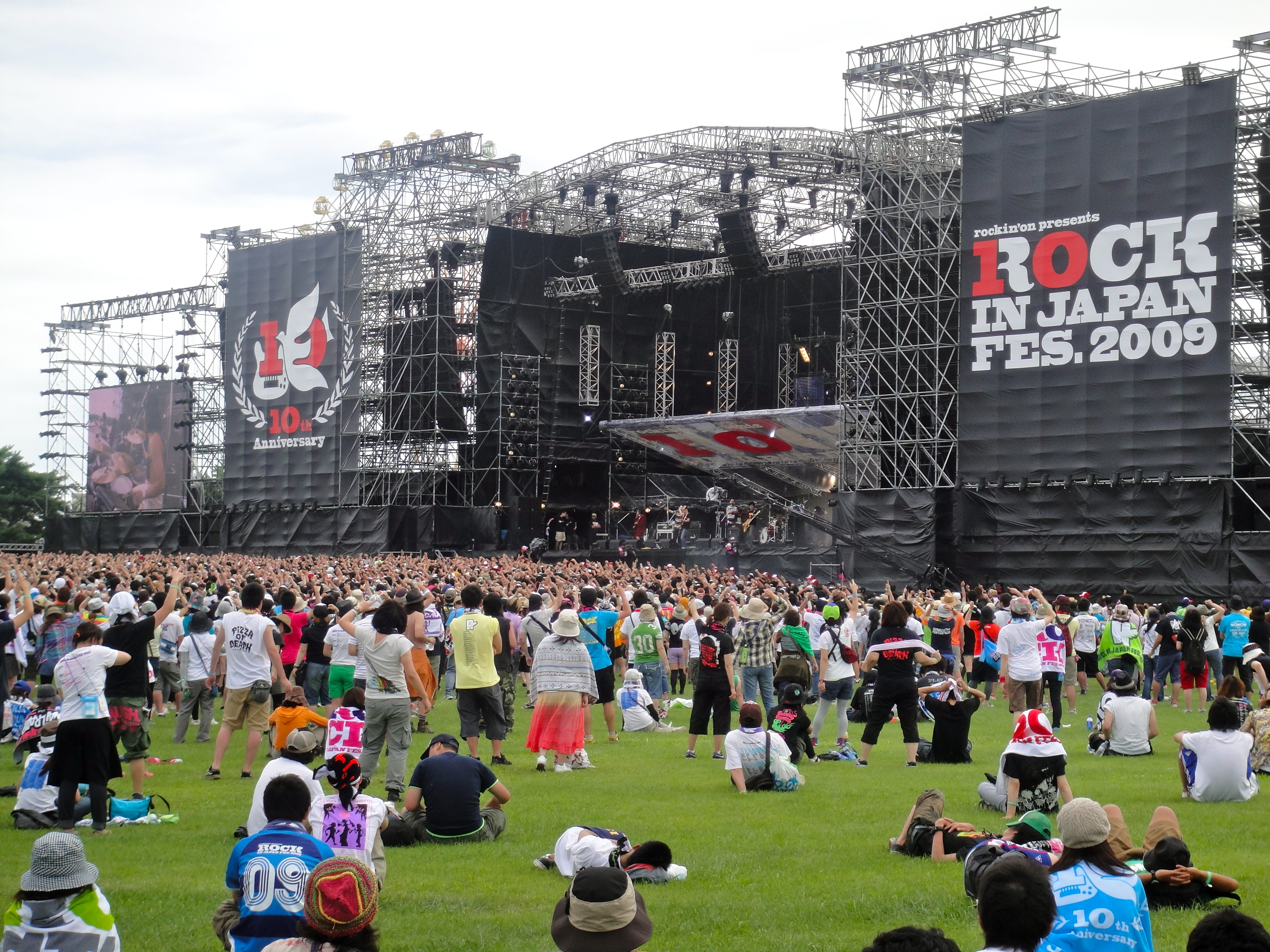
Festival Rock au Japon 2009.